# (21507) Bhasin
(21507) Bhasin (1998 KZ30) – planetoida z grupy pasa głównego asteroid okrążająca Słońce w ciągu 3,78 lat w średniej odległości 2,43 j.a. Odkryta 22 maja 1998 roku.